# Тог-Алтай
Тог-Алтай — посёлок в Солонешенском районе Алтайского края России. Входит в состав Тополинского сельсовета.

## География
Расположено в юго-восточной части края, в низкогорно-среднегорной полосе Алтайских гор, у места впадения в реку Ануй её притоков — рр. Телегин и Емалык.
Абсолютная высота — 607 метров над уровнем моря.
Климат
Климат характеризуется как резко континентальный, с морозной снежной зимой и коротким тёплым летом. Средняя многолетняя температура самого холодного месяца (января) составляет −18,3 °С, температура самого тёплого (июля) — 17,9 °С. Среднегодовое количество осадков — 600—610 мм.

## История
Тог-Алтай входит в муниципальное образование Тополинский сельсовет согласно муниципальной и административно-территориальной реформе 2006 года
.

## Население
| 1997 | 1998 | 1999 | 2000 | 2001 | 2002 | 2003 | 2004 | 2005 |
| ---- | ---- | ---- | ---- | ---- | ---- | ---- | ---- | ---- |
| 20   | ↘14  | →14  | ↗15  | ↗16  | →16  | ↘14  | ↘12  | ↘11  |
| 2006 | 2007 | 2008 | 2009 | 2010 | 2011 | 2012 | 2013 |      |
| →11  | ↘10  | ↘6   | ↗10  | →10  | →10  | →10  | ↘8   |      |

Национальный состав
Согласно результатам переписи 2002 года, в национальной структуре населения русские составляли 57 %, алтайцы 43 % от 14 жителей.

## Инфраструктура
Личное подсобное хозяйство.

## Транспорт
Посёлок доступен по дороге общего пользования регионального значения «Быканов Мост — Солоновка — Солонешное — граница Республики Алтай» (идентификационный номер 01 ОП РЗ 01К-12) протяжённостью 1,6 км.